# Discografia di Fiorella Mannoia
Di seguito viene riportata la discografia di Fiorella Mannoia, cantante pop italiana.
Durante la sua carriera ha pubblicato 19 album in studio, 5 album dal vivo, 24 compilation, 1 EP, 4 cover, e 77 singoli; varie sono state le collaborazioni e i duetti. Molte delle sue pubblicazioni hanno ricevuto vari riconoscimenti e certificazioni: la certificazione più alta per gli album studio è stata la certificazione FIMI di doppio disco di platino con oltre 200 000 copie per l'album Fragile, stessa certificazione che riceve anche per l'album live Certe piccole voci; la certificazione più alta, invece, ottenuta con i singoli è la certificazione FIMI di Multiplatino con L'amore si odia in duetto con Noemi.
Fiorella Mannoia, nel corso della sua carriera, ha raggiunto la prima posizione in classifica sia con gli album che con i singoli: raggiunge la prima posizione nella classifica album con l'album live Concerti, mentre il singolo a raggiungere la prima posizione in classifica è L'amore si odia in duetto con Noemi.

## Album

### In studio
| Anno | Titolo | Posizioni in classifica | Certificazioni     |
| Anno | Titolo | ITA                     | Certificazioni     |
| ---- | --- | ----------------------- | ------------------ |
| 1972 | Mannoia Foresi & co. - Pubblicazione: 1972 - Etichetta: RCA Italiana, PSL 10559 - Formati: 33 giri, download digitale            |                         |                    |
| 1983 | Fiorella Mannoia - Pubblicazione: aprile 1983 - Etichetta: CGD - Compagnia Generale del Disco - Formati: 33 giri                 |                         |                    |
| 1985 | Premiatissima - Pubblicazione: marzo 1985 - Etichetta: Dischi Ricordi/Ariston Records - Formati: 33 giri                         |                         |                    |
| 1985 | Momento delicato - Pubblicazione: 1985 - Etichetta: Dischi Ricordi/Ariston Records - Formati: 33 giri, download digitale         | 11                      |                    |
| 1986 | Fiorella Mannoia - Pubblicazione: 1986 - Etichetta: Dischi Ricordi/Ariston Records - Formati: 33 giri, download digitale         | 16                      |                    |
| 1988 | Canzoni per parlare - Pubblicazione: 1988 - Etichetta: CBS/DDD - La Drogueria di Drugolo , Epic - Formati: LP, download digitale | 8                       | - ITA: Platino     |
| 1989 | Di terra e di vento - Pubblicazione: 28 novembre 1989 - Etichetta: Epic Records, CBS - Formati: 33 giri, download digitale       | 3                       | - ITA: Platino     |
| 1992 | I treni a vapore - Pubblicazione: 1992 - Etichetta: Epic Records-Sony Music Entertainment                                        | 3                       |                    |
| 1994 | Gente comune - Pubblicazione: 20 ottobre 1984 - Etichetta: Harpo/Sony BMG                                                        | 8                       | - ITA: Platino (2) |
| 1998 | Belle speranze - Pubblicazione: 20 novembre 1997 - Etichetta: Sony Music Entertainment/Harpo                                     | 8                       |                    |
| 2001 | Fragile - Pubblicazione: 1º febbraio 2001 - Etichetta: Durlindana/Sony BMG                                                       | 2                       | - ITA: Platino (2) |
| 2006 | Onda tropicale - Pubblicazione: 10 novembre 2006 - Etichetta: Durlindana/Sony BMG                                                | 7                       | - ITA: Platino     |
| 2008 | Il movimento del dare - Pubblicazione: 2008 - Etichetta: Durlindana/Sony BMG                                                     | 3                       | - ITA: Platino     |
| 2009 | Ho imparato a sognare - Pubblicazione: 27 novembre 2009 - Etichetta: Sony Music - Formati: CD+DVD                                | 8                       | - ITA: Platino     |
| 2012 | Sud - Pubblicazione: 24 gennaio 2012 - Etichetta: Sony Music/Oyà - Formati: CD, download digitale                                | 2                       | - ITA: Platino     |
| 2013 | A te - Pubblicazione: 29 ottobre 2013 - Etichetta: Sony Music/Oyà - Formati: CD, download digitale, DVD                          | 3                       | - ITA: Platino     |
| 2016 | Combattente - Pubblicazione: 4 novembre 2016 - Etichetta: Sony Music/Oyà - Formati: CD, download digitale                        | 3                       | - ITA: Platino     |
| 2019 | Personale - Pubblicazione: 29 marzo 2019 - Etichetta: Sony Music - Formati: CD, download digitale                                | 2                       |                    |
| 2020 | Padroni di niente - Pubblicazione: 6 novembre 2020 - Etichetta: Sony Music/Oyà - Formati: CD, download digitale, streaming       | 4                       |                    |

### Dal vivo
| Anno | Titolo | Posizioni in classifica | Certificazioni     |
| Anno | Titolo | ITA                     | Certificazioni     |
| ---- | --- | ----------------------- | ------------------ |
| 1999 | Certe piccole voci - Pubblicazione: 14 gennaio 1999 - Etichetta: Harpo/Sony Music Entertainment                          | 2                       | - ITA: Platino (2) |
| 2002 | In tour (con Pino Daniele, Francesco De Gregori e Ron) - Pubblicazione: 22 novembre 2002 - Etichetta: Blue Drag/Sony BMG | 5                       |                    |
| 2004 | Concerti - Pubblicazione: 23 gennaio 2004 - Etichetta: Durlindana/Sony BMG - Formati: CD, download digitale              | 1                       | - ITA: Platino     |
| 2010 | Il tempo e l'armonia - Pubblicazione: 14 settembre 2010 - Etichetta: Sony Music/Oyà - Formati: CD+DVD, 2 CD+2 DVD        | 3                       | - ITA: Oro         |
| 2012 | Sud il tour - Pubblicazione: 9 ottobre 2012 - Etichetta: Sony Music/Oyà - Formati: CD, download digitale                 | 10                      |                    |

### Raccolte
| Anno | Titolo | Posizioni in classifica | Certificazioni                |
| Anno | Titolo | ITA                     | Certificazioni                |
| ---- | --- | ----------------------- | ----------------------------- |
| 1984 | Fiorella Mannoia - Pubblicazione: aprile 1984 - Etichetta: CGD - Compagnia Generale del Disco - Formati: 33 giri                  |                         |                               |
| 1987 | Tre anni di successi - Pubblicazione: 1987 - Etichetta: Durium - Formati: 33 giri                                                 |                         |                               |
| 1990 | Fiorella Mannoia - Pubblicazione: 1990 - Etichetta: Epic - Formati: CD                                                            |                         |                               |
| 1990 | Canto e vivo - Pubblicazione: 1990 - Etichetta: Dischi Ricordi - Formati: 33 giri                                                 |                         |                               |
| 1990 | Basta innamorarsi - Pubblicazione: 1990 - Etichetta: Dischi Ricordi - Formati: 33 giri                                            |                         |                               |
| 1991 | Così cantiamo l'amore (con Ornella Vanoni) - Pubblicazione: 1991 - Etichetta: Dischi Ricordi - Formati: 33 giri, musicassetta, CD |                         |                               |
| 1991 | Come si cambia - Pubblicazione: 1991 - Etichetta: Lotus - Formati: CD                                                             |                         |                               |
| 1992 | Come si cambia '77-'87 - Pubblicazione: 1992 - Etichetta: Dischi Ricordi - Formati: 33 giri, musicassetta, CD                     |                         |                               |
| 1993 | Le canzoni - Pubblicazione: 18 novembre 1993 - Etichetta: Harpo/Sony BMG                                                          | 13                      | - ITA: Oro                    |
| 1996 | Le origini - Pubblicazione: 1996 - Etichetta: Dischi Ricordi - Formati: CD                                                        |                         |                               |
| 1997 | Il meglio - Pubblicazione: 29 settembre 1997 - Etichetta: Dischi Ricordi/Sony BMG - Formati: CD                                   |                         |                               |
| 1998 | I grandi successi - Pubblicazione: 25 febbraio 1998 - Etichetta: Sony BMG - Formati: CD, download digitale                        |                         |                               |
| 1998 | I primi passi (con Carla Bissi) - Pubblicazione: 1998 - Etichetta: On Sale Music - Formati: CD                                    |                         |                               |
| 2001 | I grandi successi originali - Pubblicazione: 14 marzo 2001 - Etichetta: Sony BMG - Formati: CD, download digitale                 |                         |                               |
| 2001 | I miti - Pubblicazione: 5 aprile 2001 - Etichetta: Sony BMG - Formati: CD, download digitale                                      |                         |                               |
| 2004 | Trilogy box - Pubblicazione: 2004 - Etichetta: Ricordi - Formati: 3 CD                                                            |                         |                               |
| 2006 | Emozioni & Parole - Pubblicazione: 2006 - Etichetta: Sony BMG - Formati: CD                                                       |                         |                               |
| 2007 | Canzoni nel tempo - Pubblicazione: 2007 - Etichetta: Durlindana/Sony BMG                                                          | 4                       | - ITA: Platino (2) - ITA: Oro |
| 2009 | Gli album originali - Pubblicazione: 2009 - Etichetta: Sony BMG - Formati: 6 CD                                                   | 93                      |                               |
| 2010 | Capolavori - Pubblicazione: 2010 - Etichetta: Sony BMG - Formati: 6 CD                                                            |                         |                               |
| 2013 | Quattro album originali - Pubblicazione: 2013 - Etichetta: Sony BMG - Formati: 4 CD                                               |                         |                               |
| 2013 | Le mie canzoni - Pubblicazione: 2013 - Etichetta: RCA - Formati: 3 CD                                                             | 90                      | - ITA: Oro                    |
| 2014 | Fiorella - Pubblicazione: 27 ottobre 2014 - Etichetta: Oyà/Sony BMG - Formati: 2 CD                                               | 1                       | - ITA: Platino                |
| 2015 | Best of - Pubblicazione: 2015 - Etichetta: Sony BMG - Formati: 3 CD                                                               |                         |                               |

## EP
| Anno | Titolo                                                                       |
| ---- | ---------------------------------------------------------------------------- |
| 1990 | La giostra della memoria - Pubblicazione: 1990 - Etichetta: Epic Records/CBS |

## Singoli
| Anno | Titolo                                                            | Classifiche | Certificazioni      | Album di provenienza  |
| Anno | Titolo                                                            | ITA         | Certificazioni      | Album di provenienza  |
| ---- | ----------------------------------------------------------------- | ----------- | ------------------- | --------------------- |
| 1968 | Ho saputo che partivi/Le ciliegie                                 |             |                     |                       |
| 1969 | Gente qua gente là/Occhi negli occhi                              |             |                     |                       |
| 1969 | Mi piace quel ragazzo lì/Occhi negli occhi                        |             |                     |                       |
| 1971 | Mi gira la testa/Ore sei                                          |             |                     |                       |
| 1972 | Ma quale sentimento/Che cos'è                                     |             |                     | Mannoia Foresi & co.  |
| 1974 | Ninna nanna/Rose                                                  |             |                     |                       |
| 1976 | Piccolo/Che sete ho                                               |             |                     |                       |
| 1977 | Tu amore mio/Viva                                                 |             |                     |                       |
| 1978 | Scaldami/Cover Girl                                               |             |                     |                       |
| 1981 | Caffè nero bollente/Meno male che il temporale sta passando       | 35          |                     |                       |
| 1981 | E muoviti un po'/Vigliacca notte nera                             |             |                     |                       |
| 1983 | Il posto delle viole/Torneranno gli angeli                        |             |                     | Fiorella Mannoia      |
| 1984 | Come si cambia/Fai piano                                          | 10          |                     |                       |
| 1984 | Ogni volta che vedo il mare/Chiara                                | 38          |                     |                       |
| 1985 | L'aiuola/Canto e vivo                                             | 17          |                     | Momento delicato      |
| 1986 | Sorvolando Eilat                                                  |             |                     | Fiorella Mannoia      |
| 1987 | Quello che le donne non dicono/Ti ruberò                          | 9           | - ITA: Platino      |                       |
| 1988 | Le notti di maggio/Fino a fermarmi                                | 12          |                     | Canzoni per parlare   |
| 1988 | Il tempo non torna più/Le notti di maggio                         |             |                     | Canzoni per parlare   |
| 1989 | Cuore di cane/Oh che sarà                                         |             |                     | Di terra e di vento   |
| 1990 | La giostra della memoria/Lunaspina                                |             |                     | Di terra e di vento   |
| 1992 | Cuore di cane                                                     |             |                     |                       |
| 1992 | I venti del cuore                                                 |             |                     | I treni a vapore      |
| 1992 | Il cielo d'Irlanda                                                |             | - ITA: Oro          | I treni a vapore      |
| 1994 | Ascolta l'infinito                                                |             |                     | Le canzoni            |
| 1994 | L'altra madre                                                     |             |                     | Gente comune          |
| 1994 | Crazy Boy                                                         |             |                     | Gente comune          |
| 1997 | Non sono un cantautore                                            |             |                     | Belle speranze        |
| 1997 | Il fiume e la nebbia                                              |             |                     | Belle speranze        |
| 1997 | Al fratello che non ho                                            |             |                     | Belle speranze        |
| 1998 | Belle speranze                                                    |             |                     | Belle speranze        |
| 1999 | Sally                                                             |             |                     | Certe piccole voci    |
| 1999 | Sorvolando Eilat                                                  |             |                     | Fiorella Mannoia      |
| 2001 | Fragile                                                           |             |                     | Fragile               |
| 2001 | Occhi neri                                                        |             |                     | Fragile               |
| 2001 | Come mi vuoi?                                                     |             |                     | Fragile               |
| 2003 | Offeso (con Niccolò Fabi)                                         |             |                     | La cura del tempo     |
| 2004 | Metti in circolo il tuo amore/Señor                               |             |                     | Concerti              |
| 2004 | Señor                                                             |             |                     | Concerti              |
| 2004 | L'amore...                                                        |             |                     |                       |
| 2004 | Messico e nuvole                                                  |             |                     | Concerti              |
| 2004 | International Sampler                                             |             |                     |                       |
| 2006 | Cravo e canela (con Milton Nascimento)                            |             |                     | Onda tropicale        |
| 2006 | Mama Africa (con Chico César)                                     |             |                     | Onda tropicale        |
| 2007 | Senza un frammento (con Djavan)                                   |             |                     | Onda tropicale        |
| 2007 | Dio è morto                                                       |             |                     | Canzoni nel tempo     |
| 2008 | Io che amo solo te                                                | 43          |                     | Canzoni nel tempo     |
| 2008 | Io posso dire la mia sugli uomini                                 | 41          |                     | Il movimento del dare |
| 2009 | Il re di chi ama troppo (con Tiziano Ferro)                       |             |                     | Il movimento del dare |
| 2009 | Il gigante (con i Rio)                                            | 11          |                     | Il sognatore          |
| 2009 | L'amore si odia (con Noemi)                                       | 1           | - ITA: Multiplatino | Sulla mia pelle       |
| 2009 | Ho imparato a sognare                                             |             |                     | Ho imparato a sognare |
| 2010 | Estate                                                            |             |                     | Ho imparato a sognare |
| 2010 | Se veramente Dio esisti                                           |             |                     | Il tempo e l'armonia  |
| 2010 | Donna d'Onna (con Laura Pausini, Gianna Nannini, Elisa e Giorgia) | 8           |                     | Amiche per l'Abruzzo  |
| 2011 | Io non ho paura                                                   | 32          |                     | Sud                   |
| 2011 | Non è un film (con Frankie hi-nrg mc)                             |             |                     | Sud                   |
| 2012 | Se solo mi guardassi                                              |             |                     | Sud                   |
| 2012 | Quelli che benpensano (con Frankie hi-nrg mc)                     | 55          |                     | Sud il tour           |
| 2013 | Mille passi (con Chiara)                                          | 28          |                     | Un posto nel mondo    |
| 2013 | La casa in riva al mare                                           | 100         |                     | A te                  |
| 2014 | Sempre sarai (con Moreno)                                         | 25          |                     | Incredibile           |
| 2014 | Le parole perdute                                                 |             |                     | Fiorella              |
| 2015 | Perfetti sconosciuti                                              |             |                     | Combattente           |
| 2016 | Combattente                                                       |             | - ITA: Oro          | Combattente           |
| 2016 | Nessuna conseguenza                                               |             |                     | Combattente           |
| 2017 | Che sia benedetta                                                 | 3           | - ITA: Platino      | Combattente           |
| 2017 | Siamo ancora qui                                                  |             |                     | Combattente           |
| 2017 | I pensieri di Zo                                                  |             |                     | Combattente           |
| 2019 | Il peso del coraggio                                              |             |                     | Personale             |
| 2019 | Il senso                                                          |             |                     | Personale             |
| 2019 | Imparare ad essere una donna                                      |             |                     | Personale             |
| 2019 | L'ammore (con Gigi D'Alessio)                                     |             |                     | Noi due               |
| 2020 | Chissà da dove arriva una canzone                                 |             |                     | Padroni di niente     |
| 2020 | Padroni di niente                                                 |             |                     | Padroni di niente     |
| 2021 | La gente parla                                                    |             |                     | Padroni di niente     |
| 2024 | Mariposa                                                          | 22          | ITA: Oro            |                       |
| 2024 | Domani è primavera (feat. Michele Bravi)                          |             |                     |                       |

## Duetti
| Anno | Titolo                                                 | Classifiche | Certificazioni      | Album di provenienza             |
| Anno | Titolo                                                 | ITA         | Certificazioni      | Album di provenienza             |
| ---- | ------------------------------------------------------ | ----------- | ------------------- | -------------------------------- |
| 1980 | Pescatore (con Pierangelo Bertoli)                     |             |                     | Certi momenti                    |
| 1984 | Se rinasco (con Mario Lavezzi e Loredana Bertè)        |             |                     | Guardandoti, sfiorandoti         |
| 1985 | Un giorno un mese un anno (con Umberto Bindi)          |             |                     | Bindi                            |
| 1987 | Quello che le donne non dicono (con Enrico Ruggeri)    |             |                     | Vai Rrouge!                      |
| 1988 | Non arrendersi (con Ron)                               |             |                     | Canzoni per parlare              |
| 1988 | Quartiere (con Luca Barbarossa)                        |             |                     | Non tutti gli uomini             |
| 1989 | Oh che sarà (con Ivano Fossati)                        |             |                     | Di terra e di vento              |
| 1990 | Piumetta (con Ivano Fossati)                           |             |                     | Discanto                         |
| 1994 | Alì Zazà (con Massimo Bubola)                          |             |                     | Doppio lungo addio               |
| 1994 | Non voglio crescere più (con Enrico Ruggeri)           |             |                     | Gente comune                     |
| 1995 | Valzer (con Teresa De Sio)                             |             |                     | Un libero cercare                |
| 2001 | L'uccisione di Babbo Natale (con Francesco De Gregori) |             |                     | Fragile                          |
| 2003 | Offeso (con Niccolò Fabi)                              |             |                     | La cura del tempo                |
| 2004 | Momento Delicato (con Mario Lavezzi)                   |             |                     | Passionalità                     |
| 2006 | Canzoni e momenti (con Milton Nascimento)              |             |                     | Onda tropicale                   |
| 2006 | Cravo e canela (con Milton Nascimento)                 |             |                     | Onda tropicale                   |
| 2006 | A felicidade (con Adriana Calcanhotto)                 |             |                     | Onda tropicale                   |
| 2006 | 13 di maggio (con Caetano Veloso)                      |             |                     | Onda tropicale                   |
| 2006 | Kabula lè lè (con Carlinhos Brown)                     |             |                     | Onda tropicale                   |
| 2006 | Dois irmãos (con Chico Buarque de Hollanda)            |             |                     | Onda tropicale                   |
| 2006 | Mama Africa (con Chico César)                          |             |                     | Onda tropicale                   |
| 2006 | Senza un frammento (con Djavan)                        |             |                     | Onda tropicale                   |
| 2006 | Un grande abbraccio (con Gilberto Gil)                 |             |                     | Onda tropicale                   |
| 2006 | Mas que nada (con Jorge Benjor)                        |             |                     | Onda tropicale                   |
| 2006 | Vivo! (con Lenine)                                     |             |                     | Onda tropicale                   |
| 2008 | Senza paura (con Ornella Vanoni)                       |             |                     | Più di me                        |
| 2008 | Il re di chi ama troppo (con Tiziano Ferro)            |             |                     | Il movimento del dare            |
| 2008 | Il movimento del dare (con Franco Battiato)            |             |                     | Il movimento del dare            |
| 2009 | Il gigante (con i Rio)                                 | 11          |                     | Il sognatore                     |
| 2009 | L'amore si odia (con Noemi)                            | 1           | - ITA: Multiplatino | Sulla mia pelle                  |
| 2010 | Il deserto (con Bungaro)                               |             |                     | Arte                             |
| 2010 | Lunaspina (con Paola Turci)                            |             |                     | Giorni di rose                   |
| 2011 | Quando la notte cade giù (con Luca Barbarossa)         |             |                     | Barbarossa Social Club           |
| 2011 | Non è un film (con Frankie hi-nrg mc)                  |             |                     | Sud                              |
| 2012 | Quelli che benpensano (con Frankie hi-nrg mc)          | 55          |                     | Sud il tour                      |
| 2013 | Mille passi (con Chiara)                               | 28          |                     | Un posto nel mondo               |
| 2013 | La sera dei miracoli (con Alessandra Amoroso)          | 64          |                     | A te                             |
| 2014 | Sempre sarai (con Moreno)                              | 25          |                     | Incredibile                      |
| 2016 | In alto mare (con Loredana Bertè)                      |             |                     | Amici non ne ho... ma amiche sì! |
| 2016 | Il mare d'inverno (con Loredana Bertè)                 |             |                     | Amici non ne ho... ma amiche sì! |
| 2017 | Onda su onda (con Gianni Morandi)                      |             |                     | D'amore d'autore                 |
| 2019 | Un vento senza nome (con Irene Grandi)                 |             |                     | Grandissimo                      |
| 2019 | L'ammore (con Gigi D'Alessio)                          |             |                     | Noi due                          |
| 2020 | C'est la vie (con Achille Lauro)                       |             |                     | 1969 Achille Idol Rebirth        |

## Videografia

### Video musicali
| Anno | Titolo                            | Regista/i            |
| ---- | --------------------------------- | -------------------- |
| 1992 | Il cielo d'Irlanda                |                      |
| 1998 | Belle speranze                    |                      |
| 1999 | Sally                             | Duccio Forzano       |
| 1999 | L'amore con l'amore si paga       |                      |
| 2001 | Fragile                           |                      |
| 2006 | Cravo e canela                    | Gaetano Morbioli     |
| 2008 | Io che amo solo te                | Luigi Cecinelli      |
| 2008 | Io posso dire la mia sugli uomini | Luigi Cecinelli      |
| 2009 | Il gigante (con i Rio)            | Paolo De Francesco   |
| 2009 | L'amore si odia (con Noemi)       | Gaetano Morbioli     |
| 2009 | Ho imparato a sognare             | Gaetano Morbioli     |
| 2010 | Se veramente Dio esisti           | Sebastiano Bontempi  |
| 2011 | Io non ho paura                   | Sebastiano Bontempi  |
| 2012 | Quelli che benpensano             |                      |
| 2013 | Mille passi (con Chiara)          | Gaetano Morbioli     |
| 2014 | Le parole perdute                 | Gaetano Morbioli     |
| 2015 | Perfetti sconosciuti              | Paolo Genovese       |
| 2016 | Combattente                       | Consuelo Catucci     |
| 2016 | Nessuna conseguenza               | Consuelo Catucci     |
| 2017 | Che sia benedetta                 | Consuelo Catucci     |
| 2017 | Siamo ancora qui                  | Simone Nocchi        |
| 2017 | I pensieri di Zo                  | Consuelo Catucci     |
| 2019 | Il peso del coraggio              | Gaetano Morbioli     |
| 2019 | Il senso                          |                      |
| 2019 | Imparare ad essere una donna      | Domitilla Pattumelli |
| 2019 | L'ammore (con Gigi D'Alessio)     |                      |
| 2020 | Chissà da dove arriva una canzone | Simone Nocchi        |
| 2020 | Padroni di niente                 | Paolo De Francesco   |